# دوریان هیلی
دوریان هیلی (به انگلیسی: Dorian Healy) (زاده ۱۱ فوریهٔ ۱۹۶۲) بازیگر انگلیسی است.
از فیلم‌های معروف او می‌توان به بازی در فیلم برای ملکه و کشور اشاره کرد.